# PTT Pattaya Open 2011 - Qualificazioni singolare
Le qualificazioni del singolare  del PTT Pattaya Open 2011 sono state un torneo di tennis preliminare per accedere alla fase finale della manifestazione. I vincitori dell'ultimo turno sono entrati di diritto nel tabellone principale. In caso di ritiro di uno o più giocatori aventi diritto a questi sono subentrati i lucky loser, ossia i giocatori che hanno perso nell'ultimo turno ma che avevano una classifica più alta rispetto agli altri partecipanti che avevano comunque perso nel turno finale.

## Giocatrici

### Teste di serie
1. Sania Mirza (primo turno)
2. Sesil Karatančeva (primo turno)
3. Zarina Dijas (qualificata)
4. Çağla Büyükakçay (ultimo turno)

1. Erika Sema (ultimo turno)
2. Jing-Jing Lu (primo turno)
3. Lindsay Lee-Waters (ultimo turno)
4. Ryoko Fuda (primo turno)

### Qualifiers
1. Galina Voskoboeva
2. Ksenia Palkina

1. Zarina Dijas
2. Nungnadda Wannasuk

## Tabellone qualificazioni

### 1ª sezione
|  | Primo turno | Primo turno        | Primo turno        | Primo turno | Primo turno |  |  | Ultimo turno | Ultimo turno       | Ultimo turno | Ultimo turno | Ultimo turno |  |
|  |             |                    |                    |             |             |  |  |              |                    |              |              |              |  |
|  | 1           | Sania Mirza        | Sania Mirza        | 4           | 4           |  |  |              |                    |              |              |              |  |
|  |             | Galina Voskoboeva  | Galina Voskoboeva  | 6           | 6           |  |  |              | Galina Voskoboeva  | 4            | 6            | 6            |  |
|  |             | Tomoko Yonemura    | Tomoko Yonemura    | 2           | 4           |  |  | 7            | Lindsay Lee-Waters | 6            | 1            | 0            |  |
|  | 7           | Lindsay Lee-Waters | Lindsay Lee-Waters | 6           | 6           |  |  |              |                    |              |              |              |  |

### 2ª sezione
|  | Primo turno | Primo turno       | Primo turno | Primo turno | Primo turno |  |  | Ultimo turno | Ultimo turno   | Ultimo turno   | Ultimo turno | Ultimo turno |  |
|  |             |                   |             |             |             |  |  |              |                |                |              |              |  |
|  | 2           | Sesil Karatančeva | 3           | 6           | 4           |  |  |              |                |                |              |              |  |
|  |             | Ksenia Palkina    | 6           | 4           | 6           |  |  |              | Ksenia Palkina | Ksenia Palkina | 6            | 6            |  |
|  |             | Kim So-jung       | Kim So-jung | 5           | 4           |  |  | 5            | Erika Sema     | Erika Sema     | 2            | 4            |  |
|  | 5           | Erika Sema        | Erika Sema  | 7           | 6           |  |  |              |                |                |              |              |  |

### 3ª sezione
|  | Primo turno | Primo turno   | Primo turno   | Primo turno | Primo turno |  |  | Ultimo turno | Ultimo turno | Ultimo turno | Ultimo turno | Ultimo turno |  |
|  |             |               |               |             |             |  |  |              |              |              |              |              |  |
|  | 3           | Zarina Dijas  | Zarina Dijas  | 6           | 6           |  |  |              |              |              |              |              |  |
|  |             | Jessica Moore | Jessica Moore | 2           | 3           |  |  | 3            | Zarina Dijas | Zarina Dijas | 7            | 6            |  |
|  |             | Sun Shengnan  | 7             | 6(1)        | 6           |  |  |              | Sun Shengnan | Sun Shengnan | 63           | 3            |  |
|  | 8           | Ryoko Fuda    | 5             | 7           | 3           |  |  |              |              |              |              |              |  |

### 4ª sezione
|  | Primo turno | Primo turno        | Primo turno        | Primo turno | Primo turno |  |  | Ultimo turno | Ultimo turno       | Ultimo turno       | Ultimo turno | Ultimo turno |  |
|  |             |                    |                    |             |             |  |  |              |                    |                    |              |              |  |
|  | 4           | Çağla Büyükakçay   | Çağla Büyükakçay   | 6           | 6           |  |  |              |                    |                    |              |              |  |
|  | WC          | Tanaporn Thongsing | Tanaporn Thongsing | 2           | 0           |  |  | 4            | Çağla Büyükakçay   | Çağla Büyükakçay   | 3            | 3            |  |
|  | WC          | Nungnadda Wannasuk | Nungnadda Wannasuk | 7           | 6           |  |  | WC           | Nungnadda Wannasuk | Nungnadda Wannasuk | 6            | 6            |  |
|  | 6           | Jing-Jing Lu       | Jing-Jing Lu       | 5           | 1           |  |  |              |                    |                    |              |              |  |